# Achille Germain
Vous lisez un « bon article » labellisé en 2023.
Achille Germain, né le 5 mai 1884 à Beaupréau (Maine-et-Loire) et mort le 12 avril 1938 à La Flèche (Sarthe), est un cycliste français, spécialiste des épreuves sur piste.
Professionnel de 1905 à 1919, il remporte de nombreuses épreuves au niveau local, mais brille également sur les vélodromes parisiens où il acquiert une grande renommée sur les courses de demi-fond, prenant notamment la troisième place du championnat de France en 1914. Deuxième des Six Jours de Toulouse en 1906, associé à Jean Gauban, il compte également deux participations aux Six Jours de New York, et s'engage sur les premiers Six Jours de Paris en 1913.
Achille Germain, surnommé « Germain de la Flèche » par les suiveurs, dispute aussi des épreuves sur route et participe au Tour de France 1908, dont il se classe seizième, obtenant son meilleur résultat avec une huitième place dans la dixième étape vers Bordeaux. L'année suivante, il gagne une étape du Circuit de la Loire et termine deuxième au classement général de cette épreuve.
Mobilisé comme caporal cycliste au 317e régiment d'infanterie lors de la Première Guerre mondiale, il prend sa retraite sportive en 1919 à la suite d'une blessure contractée pendant le conflit. Il se retire à La Flèche pour assurer la gestion d'un atelier de réparation de cycles, et s'implique dans la vie locale au point d'être élu conseiller municipal dans les dernières années de sa vie.

## Biographie

### Débuts cyclistes
Achille Germain naît à Beaupréau, en Maine-et-Loire, le 5 mai 1884, mais sa famille s'installe à La Flèche, dans le département de la Sarthe, alors qu'il est encore très jeune. Ses débuts dans le cyclisme sont assez modestes. Il participe à ses premières épreuves dans sa ville d'adoption en 1902, à l'occasion des courses du 14 juillet disputées sur la promenade du Pré. Il se classe notamment deuxième de la course de primes.
L'année suivante, il intègre l'Union vélocipédique fléchoise (UVF), une association nouvellement créée, et lors de cette même réunion du 14 juillet, se classe deuxième de la finale de vitesse et troisième de la course de primes. Le 20 septembre, il termine deuxième de l'épreuve de 100 kilomètres de la Coupe de l'UVF derrière le Manceau Mareau, licencié de l'Union Auto-Cycliste de la Sarthe.

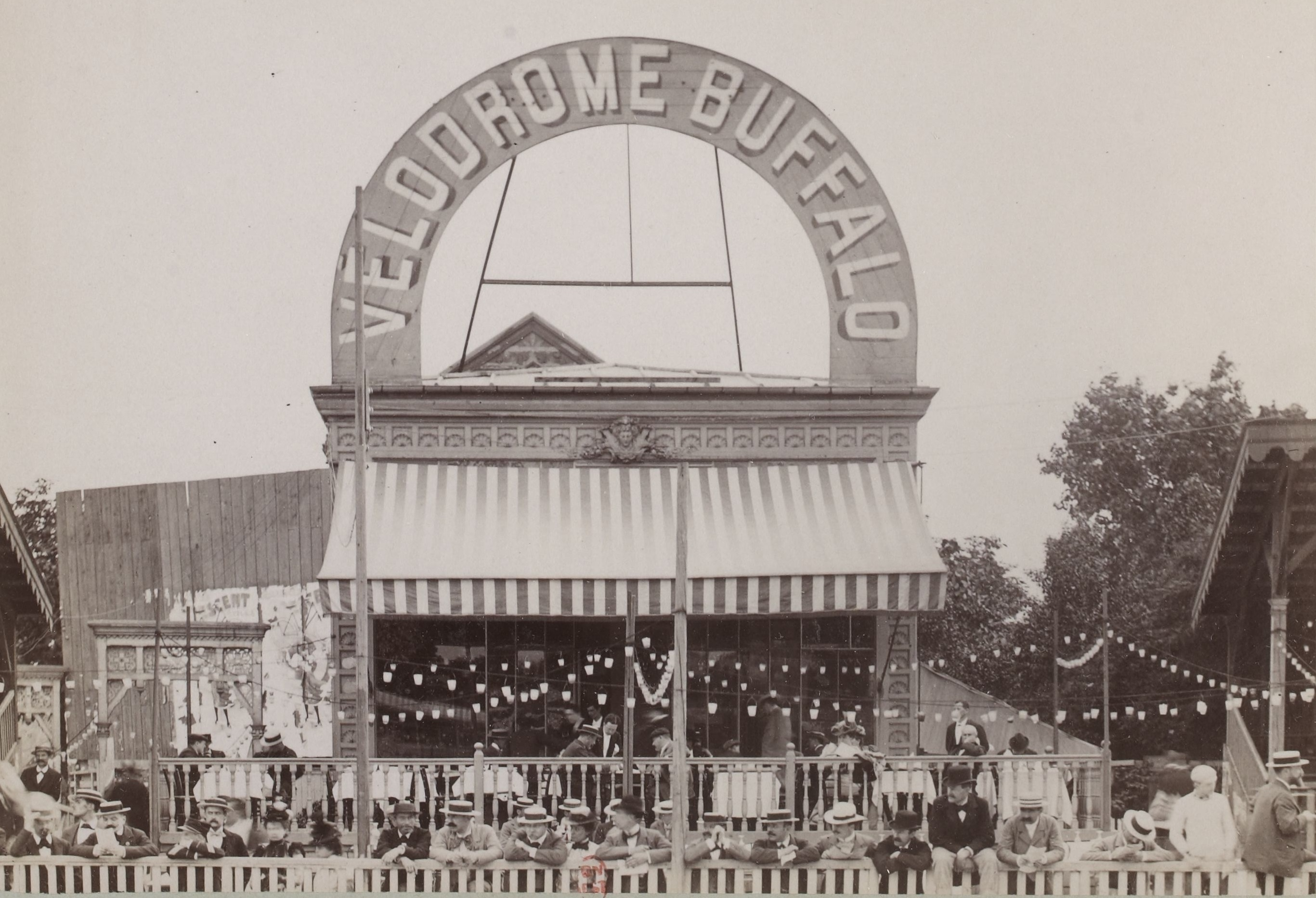
Le vélodrome Buffalo à la fin du XIXe siècle.

Comme de nombreux coureurs de cette époque, Achille Germain participe tant à des épreuves sur route que sur piste. Le 4 avril 1904, lors de l'ouverture du vélodrome fléchois de la rue Belleborde, il obtient sa première victoire dans la course de demi-fond, qu'il gagne avec un demi-tour d'avance sur ses concurrents. Le même jour, il atteint la finale de l'épreuve de vitesse dans laquelle il est battu de peu par le coureur manceau Tubières. Il obtient ensuite de bons résultats sur la piste fléchoise, se classant notamment troisième du championnat départemental de la Sarthe puis du championnat de La Flèche au mois de juin, et quatrième de la finale régionale le mois suivant, une épreuve remportée par le coureur nantais Hardy.
Le 31 juillet, Germain remporte un succès de prestige sur la piste du vélodrome Buffalo à Neuilly en dominant nettement la course de primes de 10 kilomètres. Pendant l'épreuve, il gagne les cinq derniers des dix sprints intermédiaires, empochant à chaque fois une prime de dix francs. De retour à La Flèche en septembre, il prend la deuxième place du championnat de vitesse de l'UVF derrière son camarade de club Albert Leroy, qui vient de participer au Tour de France.

### Coureur professionnel

#### Une référence des épreuves sur piste (1905-1907)
En 1905, Achille Germain, désormais coureur professionnel de 3e catégorie, s'affirme comme l'un des meilleurs cyclistes de sa région. Sur le vélodrome fléchois, le 26 mars, il remporte à la fois l'épreuve de vitesse, l'épreuve de 45 tours derrière moto et la course de primes, une domination qu'il exerce de nouveau le 24 avril en gagnant le championnat départemental de vitesse de la Sarthe, disputé sur la même piste, de même que la course de 25 km et la course de primes. Il obtient deux nouveaux succès à la fin de l'été, avec le Grand Prix de Tours le 9 septembre puis le Grand Prix de Montluçon le lendemain, à chaque fois sur l'épreuve de demi-fond. Il se distingue également dans des compétitions plus modestes, comme la course cantonale de 4 kilomètres qu'il gagne à Verron au début du mois d'octobre, ou lors d'évènements folkloriques : le cirque Pinder étant de passage à La Flèche, Achille Germain concourt avec plusieurs amateurs fléchois sur la « piste canadienne », une construction de 6,5 mètres de diamètre composée de barreaux en bois espacés de dix centimètres et inclinés à 75 degrés. Après un premier essai infructueux, il réalise la meilleure performance des participants en effectuant huit tours de piste.
Durant l'hiver 1905-1906, Achille Germain s'entraîne aux côtés des meilleurs spécialistes de l'époque sur la piste du Vélodrome d'Hiver à Paris. Il peut alors constater l'écart qui le sépare encore des principaux coureurs mais son obstination à l'entraînement est remarquée. Il est choisi avec Georges Parent pour intégrer l'équipe des entraîneurs d'Henri Cornet, vainqueur du Tour de France 1904, dans un match de 50 kilomètres derrière tandems qui l'oppose à Karl Ingold. La victoire est sans appel : Cornet s'impose avec neuf tours d'avance. À titre individuel, Germain se signale lors de la même réunion dans la course de 15 kilomètres derrière motos. Troisième derrière Paul Rugère et Anton Jaeck, son comportement offensif tout au long de la course est salué par les spectateurs. Le 18 février, il est associé au Danois Axel Hansen sur l'épreuve des Douze Heures à l'américaine, dans laquelle les deux concurrents se relayent à volonté. Au terme de la course, quatorze équipes sont encore classées dans le même tour : la victoire se joue donc sur six tours entre les meilleurs sprinteurs de chaque formation. Hansen se classe initialement quatrième, mais les commissaires tardent à valider les résultats alors qu'une chute s'est produite dans le dernier tour. L'épreuve est finalement annulée. Le 4 mars, une réunion regroupe plusieurs coureurs de renom sur le vélodrome de La Flèche. À domicile, Achille Germain prend la troisième place de la course de primes derrière Charles Vanoni et Victor Thuau, puis s'incline sur 10 kilomètres derrière moto face à César Simar, médaillé olympique deux ans plus tôt.

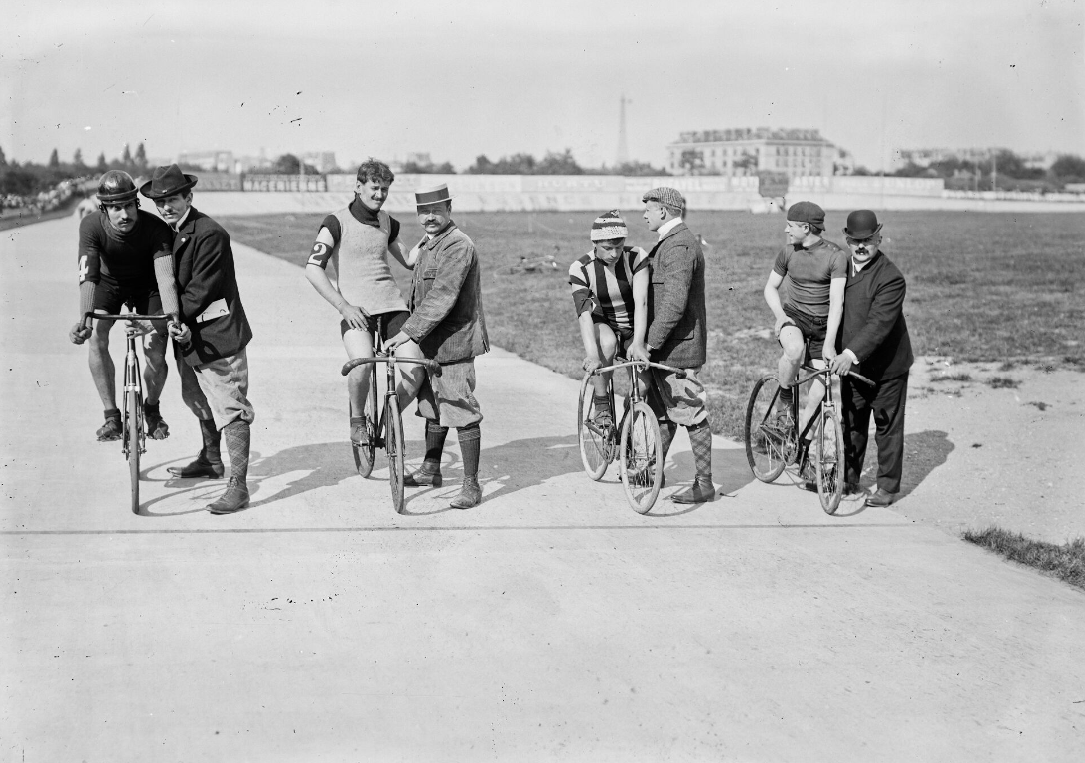
Achille Germain (à gauche) au départ d'une course au Parc des Princes le 3 juin 1906.

La saison de plein air lui apporte de nombreux succès. Le 23 avril 1906, il gagne à La Flèche le 15 kilomètres derrière motos devant Arthur Pasquier, puis établit le record de la piste sur 10 kilomètres. La semaine suivante, à Tours, il remporte le 50 kilomètres derrière motos, toujours devant Pasquier, puis partage la victoire avec Jean Gougoltz dans le Grand Prix du Conseil Général à Nantes le 6 mai. Ses performances attirent la bienveillance du journal L'Auto, qui déjà le surnomme « Germain de la Flèche » : « La course de demi-fond est revenue très aisément au crack fléchois, Germain. Ce gaillard-là s'apprête à jouer les grands rôles ». Le 3 juin, il découvre la piste du Parc des Princes et prend la troisième place du 30 kilomètres derrière Antoine Dussot et Henri Lautier, ce qui lui vaut d'être sélectionné par les organisateurs du Grand Prix de Paris. Grâce à l'aide financière du vicomte de Lesseville, dirigeant de l'Union Vélocipédique Fléchoise, il peut employer plusieurs entraîneurs pour disputer la course sur une heure derrière tandems. Opposé à deux des meilleurs cyclistes de cette époque, Henri Cornet et René Pottier, il est largement battu mais comme lors de chacune de ses sorties, son attitude est largement saluée par les spécialistes et Germain devient l'un des coureurs les plus appréciés du public,. Au début du mois de juillet, au Vélodrome Buffalo, il échoue dans sa tentative de battre le record du monde des 10 kilomètres sans entraîneurs, détenu par Lucien Petit-Breton,, mais il obtient quelques jours plus tard un net succès sur 15 kilomètres derrière motos sur la même piste. Le 15 juillet, à La Flèche, devant un public tout acquis à sa cause, il remporte deux des trois épreuves organisées et s'impose au classement général. Fin août, il est le seul à tenir tête à César Simar sur 30 kilomètres au Buffalo, puis il domine nettement Émile Bouhours sur la même distance à Tours au début du mois de septembre.
Achille Germain participe ensuite aux Six Jours de Toulouse, première course du genre en Europe, disputée sur le vélodrome de Bazacle où il est associé au coureur local Jean Gauban. Le duo y obtient une prometteuse deuxième place, seulement devancé par les frères Émile et Léon Georget. Tout au long de l'épreuve, le coureur fléchois fait preuve d'une activité intense et remporte de nombreuses primes, dont celles des 47e et 49e heures,. À son retour, il est accueilli triomphalement à La Flèche. Quelques jours plus tard, il rejoint la caserne de Toul où il doit effectuer son service militaire au sein du 153e régiment d'infanterie,.
Achille Germain n'obtient que rarement des permissions mais parvient tout de même à disputer quelques courses en 1907 : battu par Arthur Pasquier sur 40 kilomètres à Tours le 21 avril, il prend sa revanche et le devance la semaine plus tard à La Flèche à l'occasion du Grand Prix du Printemps.

#### Participation au Tour de France (1908)

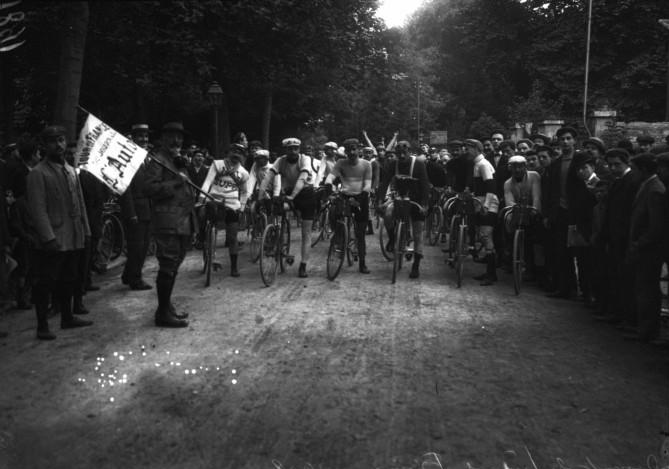
Le départ du Tour de France 1908.

Libéré du service militaire le 1er mars 1908, Achille Germain souhaite participer davantage aux épreuves sur route : il envisage de prendre le départ de Paris-Roubaix, mais doit finalement y renoncer. Sur la piste du vélodrome de La Flèche, début avril, il remporte le championnat de la Sarthe de vitesse puis finit deuxième du Grand Prix du Printemps derrière Pasquier. En mai, sur la même piste, il remporte nettement une course de 12 heures avec 16 tours d'avance sur son plus proche poursuivant. Quelques jours plus tard, il est deuxième du Grand Prix d'Angers sur 40 kilomètres avec entraîneurs et annonce son engagement dans le Tour de France,. C'est du reste le seul Tour qu'il dispute au cours de sa carrière.
Ses débuts sur la course sont difficiles : il n'obtient au mieux qu'une 22e place lors de la cinquième étape Lyon-Grenoble et pointe au 25e rang du classement général au soir de la sixième étape à Nice. Pour autant, les conditions de course sont très rudes en ce début de Tour et seuls 45 des 114 engagés sont encore en lice. Il obtient ensuite des résultats probants : 19e à Nîmes et 15e à Toulouse, il se classe 17e à Bayonne et surtout 8e à Bordeaux, ayant fait toute la course parmi les hommes de tête. Achille Germain achève le Tour de France par trois 12e places et une 14e place. Il se classe finalement 16e de l'épreuve avec 236 points, à 200 points du vainqueur Lucien Petit-Breton. Cette participation encourageante lui vaut les félicitations de nombreux spécialistes, à l'image du journaliste de L'Auto Charles Ravaud qui l'estime capable d'obtenir d'excellents résultats s'il choisit de s'adonner plus encore à la route. Sa participation à la Grande Boucle renforce encore sa popularité : il est porté en triomphe à son retour en gare de La Flèche et accueilli en ville par plus de 2 000 personnes.
Au mois d'octobre, Achille Germain se marie à La Flèche avec Suzanne Bruon, la fille d'un couple d'épicier de la place du Marché-au-Blé,.

#### Succès sur route et Six Jours de New York (1909)

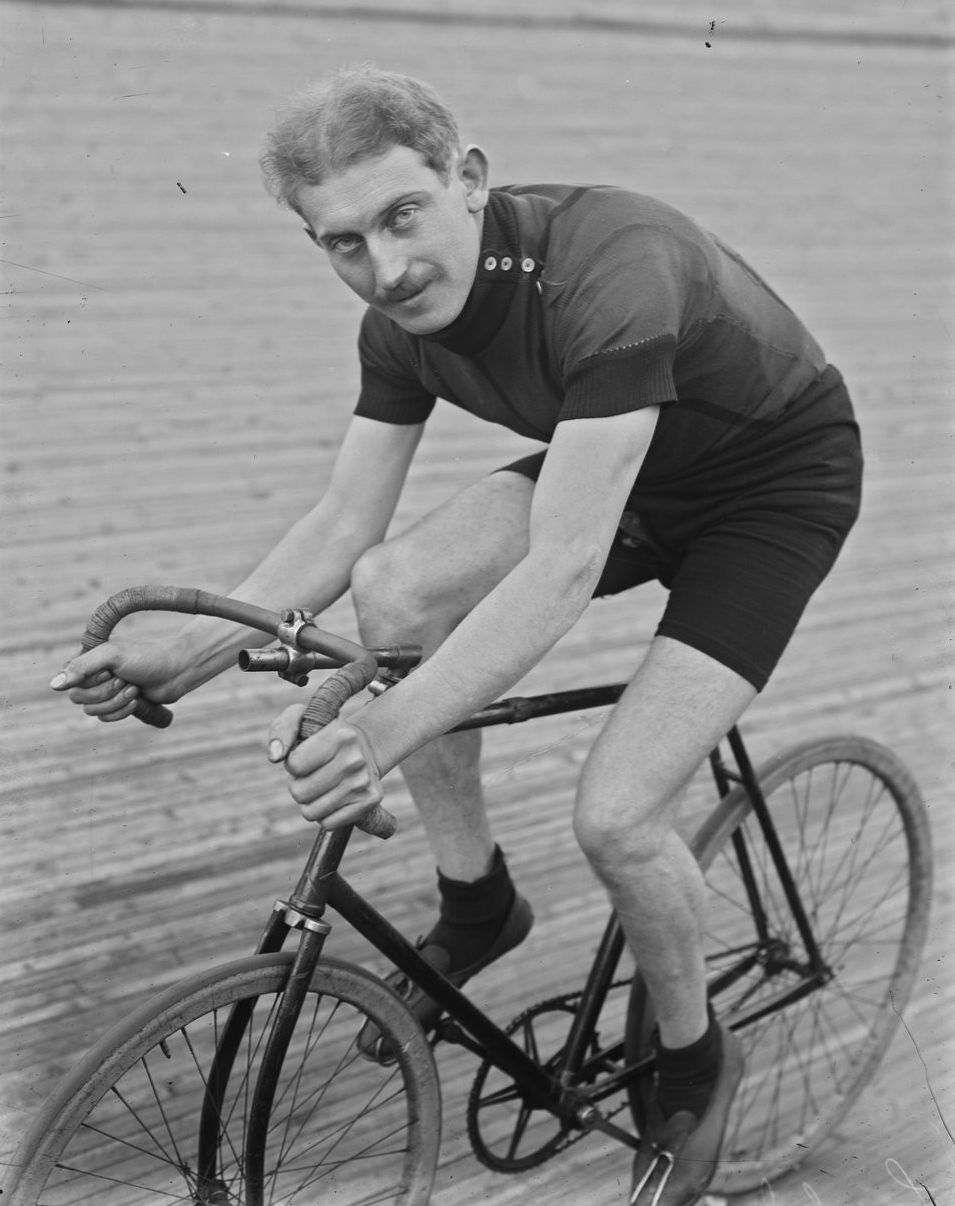
Daniel Lavalade, qui bat Achille Germain sur une épreuve de demi-fond à Angers en 1909.

Au repos pendant l'hiver, il effectue sa rentrée le 25 avril 1909 au vélodrome de La Flèche et conserve son titre de champion de la Sarthe de vitesse. Battu à Angers par Daniel Lavalade sur 40 kilomètres derrière motos, il se distingue fin mai en prenant la deuxième place du Circuit de la Loire sur route, couru sur deux étapes, en ayant remporté la première à Loudun. Invité à prendre le départ de la huitième étape du Grand Prix Wolber, organisé par Peugeot le 13 juin entre Paris et La Flèche, Achille Germain se classe sixième et acquiert, selon L'Auto, « ses galons de grand routier ». Également invité sur la neuvième étape en direction de Nantes, il y termine quatrième avant d'être déclassé pour une erreur de parcours.
Durant l'été, il choisit de ne pas s'engager sur le Tour de France pour disputer une série de courses sur piste, très lucratives. Contraint à l'abandon à Marseille sur une épreuve de 24 heures, il est associé à Bouteiller sur 12 heures à Toulouse et prend la deuxième place après un rude combat face à Jean-Baptiste Dortignacq. Au mois de septembre, il figure parmi les principaux favoris du Bol d'or, couru sur la piste du vélodrome Buffalo. En tête après les quatre premières heures de course, disputées sans entraîneurs, il connaît une sérieuse défaillance et perd le contact : il pointe seulement au septième et dernier rang après sept heures. Dans le dernier quart de la course, Achille Germain dépasse deux concurrents et se classe finalement cinquième de l'épreuve avec un total de 681,6 kilomètres, bien loin du triple vainqueur Léon Georget.
Achille Germain fait son retour sur route fin septembre en disputant Paris-Tours. Sa dix-huitième place est anecdotique, de même que ses dernières sorties sur piste ne sont guère concluantes : il échoue à deux reprises dans sa tentative d'établir le record de l'heure sans entraîneur à La Flèche. Il est pourtant sélectionné début décembre pour les Six Jours de New York, l'une des plus célèbres courses du monde, où il est associé au coureur britannique Reginald Shirley. Dès la 50e minute de course, celui-ci provoque une lourde chute en passant le relais à Germain, touché à la jambe droite. Le duo concède un tour de retard aux autres équipes et ne parvient pas à le reprendre malgré les efforts de Germain. À l'issue du premier jour de course, Shirley abandonne, souffrant de maux d'estomac. Achille Germain est alors associé à l'Italien Egisto Carapezzi dont le partenaire a lui aussi été contraint de se retirer. Conformément au règlement, le nouvel équipage reçoit un tour de pénalité, mais ce n'est rien par rapport à ceux que concède régulièrement Carapezzi lors de ses relais. Le duo accuse 21 tours de retard après 34 heures de course. Redoublant d'efforts pour surmonter leur retard, les deux hommes connaissent une défaillance au même moment et interrompent leur course pendant deux heures. À bout de forces au cinquième jour, Carapezzi abandonne et malgré la volonté d'Achille Germain de poursuivre la course, les juges estiment qu'il est trop attardé pour continuer, son retard s'élevant alors à près de 900 tours.

#### Spécialiste du demi-fond (1910-1913)

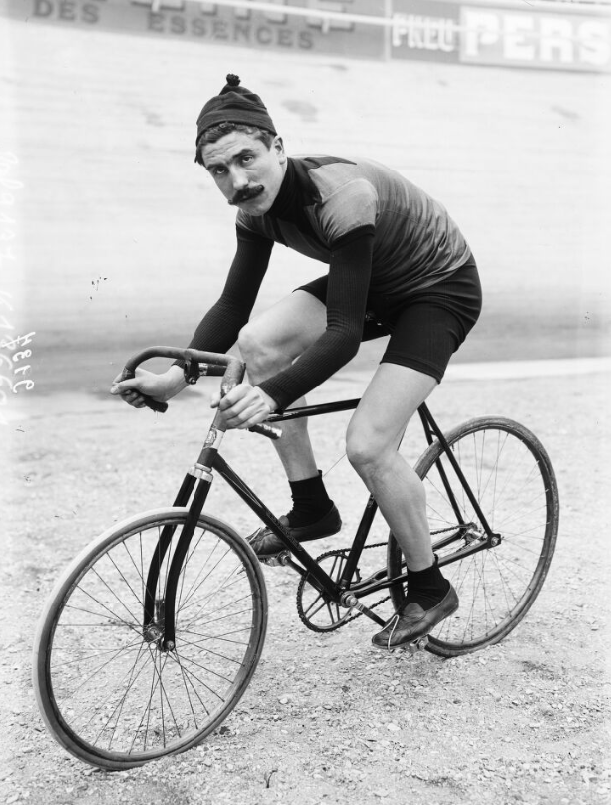
Achille Germain en 1910.

Au début de l'année 1910, Achille Germain donne une nouvelle fois sa priorité à la piste. Il obtient des résultats probants au niveau local mais peine à confirmer dans les grandes épreuves parisiennes. En mai, il dispute néanmoins le championnat de France sur route, couru avec entraîneurs. Lâché dès les premiers kilomètres, il se classe finalement dixième. Après un détour par la piste et un succès à Brest sur 25 kilomètres aux dépens de César Simar, il revient sur route pour prendre la dixième place de Paris-Le Mans. Durant l'été, Achille Germain obtient plusieurs places d'honneur sur les vélodromes, se classant notamment deuxième du Grand prix d'inauguration du vélodrome d'Angers, du Challenge Cointreau dans la même ville, ainsi que des Huit heures de Tours, ce qui lui vaut sa sélection pour le Bol d'or. Malmené par le rythme imposé par Léon Georget et malade, il abandonne peu après la mi-course. Comme l'année précédente, il est retenu pour participer aux Six Jours de New York, associé cette fois au Belge Verlinden. Les deux hommes ne se trouvent jamais dans le rythme et se retirent après seulement huit heures de course.

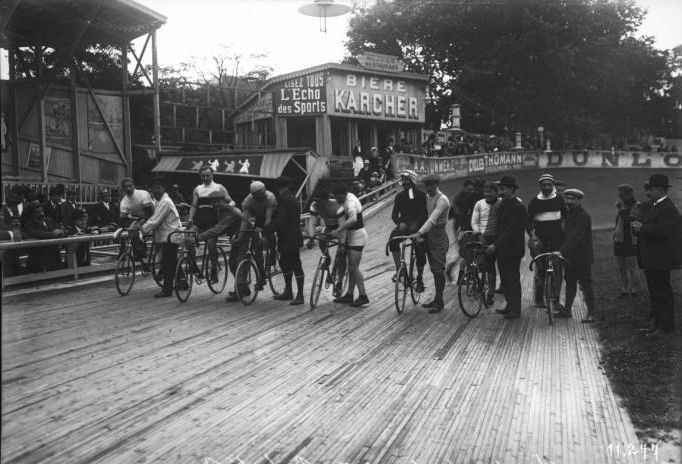
Le départ du Bol d'or en 1910.

En 1911, Achille Germain ouvre à La Flèche un atelier de réparation pour les vélos de toutes marques. En parallèle, l'équipe J.B. Louvet l'engage pour courir sur route, mais après son abandon sur Paris-Tours, il renonce à s'engager sur Paris-Roubaix et préfère s'aligner sur une épreuve sur piste à Angers. Germain devient également organisateur de course en mettant sur pied le Grand Prix Jean-Baptiste Louvet, disputé à La Flèche le 7 mai. Le parcours de cette épreuve sur route de 130 kilomètres, ouverte aux seuls licenciés de l'Union vélocipédique de France, sillonne les routes de la région en passant notamment par Le Lude et Baugé.
Après plusieurs succès en demi-fond à Angers puis Nantes, notamment aux dépens de l'Américain Woody Headspeth, il revient sur route à l'occasion de Paris-Brest-Paris dans la catégorie des touristes-routiers. Une chute avant Rennes détruit son vélo et Germain parcourt à pied les 14 kilomètres qui le séparent de la ville. Dans l'impossibilité de réparer, il abandonne. Sa saison d'hiver débute par plusieurs places d'honneur mais c'est le 17 décembre, au Vélodrome d'Hiver, qu'il remporte un succès convaincant dans le Prix Robl, une course de demi-fond courue sur 25 kilomètres et organisée en hommage au champion allemand Thaddäus Robl, mort dans un accident d'avion. Germain ne court pas seulement pour son propre compte mais officie régulièrement comme entraîneur pour d'autres coureurs, comme sur le Prix de Madison Square au début du mois de janvier suivant dans lequel l'Américain Joe Fogler lui doit en partie la victoire.

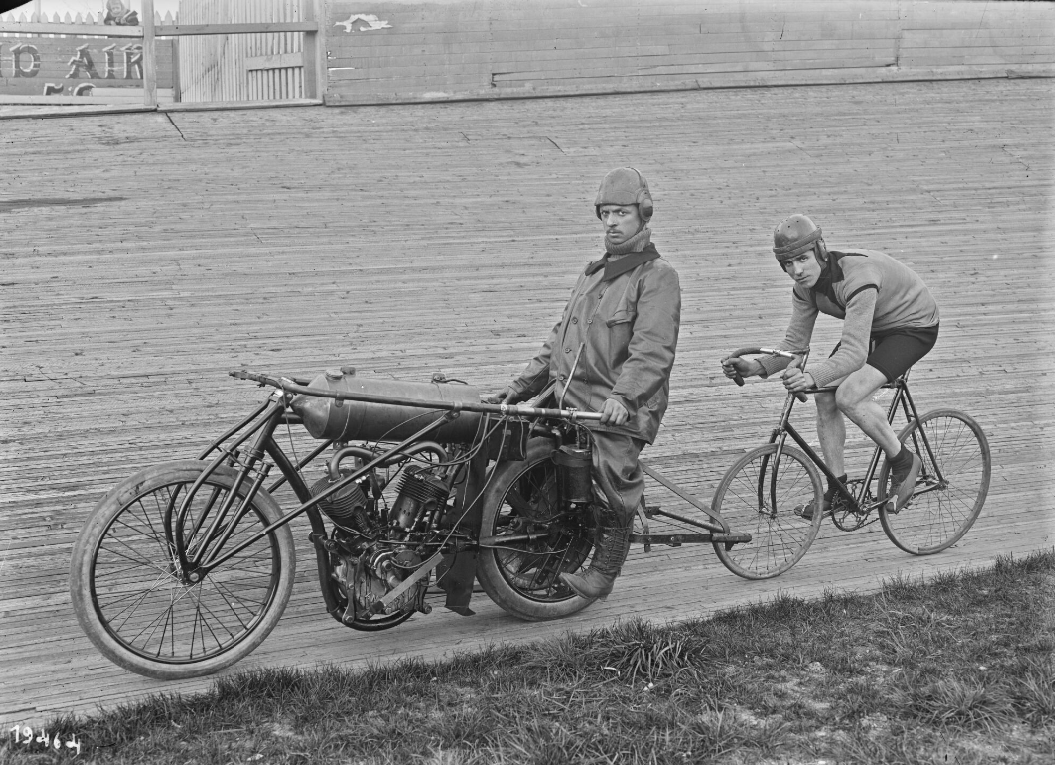
Achille Germain en 1912, derrière un entraîneur à moto.

Lors de la saison 1912, Achille Germain se consacre principalement au demi-fond. Il accumule les succès à Rouen, Paris ou Angers, le plus souvent contre des adversaires de second rang. Le 9 juin, sur la piste du Parc des Princes, il prend la quatrième place du championnat de France de demi-fond, couru sur 100 kilomètres, en pointant à quinze tours du vainqueur Paul Guignard et à sept tours du podium. Une semaine plus tard, à Nantes, il s'impose enfin contre des adversaires de valeur, à savoir Émile Bouhours et César Simar, dans une épreuve de 50 kilomètres. En août, il se classe troisième du Critérium de demi-fond au Buffalo, puis remporte la réunion du Mans sur le vélodrome des Jacobins. Le 15 septembre, il connait un sévère échec dans le Grand Prix de France de vitesse au Parc de Princes, échouant dès les séries, mais revient sur le devant de la scène en fin d'année en obtenant une victoire convaincante dans le Prix Stocks, couru sur 40 kilomètres au Vélodrome d'Hiver. Le coureur danois Herman Kjeldsen est le seul à lui tenir tête dans cette épreuve, mais Germain est bien le plus fort et affiche une forme rayonnante qui lui vaut d'être sélectionné pour les premiers Six Jours de Paris, le 13 janvier 1913.
Sur la piste du Vel' d'hiv', lors des deux premiers jours, Achille Germain, associé à Édouard Léonard, anime la course en se plaçant constamment en tête du peloton, mais les deux coureurs commencent à perdre le contact après la 50e heure de course. Le duo se classe neuvième à six tours des vainqueurs mais Germain et Léonard figurent parmi ceux qui ont remporté le plus de primes au cours de l'épreuve. À l'issue de l'épreuve, la popularité d'Achille Germain croît de nouveau, ce qui lui permet de négocier à la hausse ses participations aux différentes réunions organisées sur les vélodromes. Après des succès à Angers en mars, il fait forte impression le 13 avril en remportant un 30 kilomètres devant Daniel Lavalade et César Simar au Buffalo. Un journaliste de L'Auto déclare : « La course de demi-fond est revenue au coureur au courage personnifié. J'ai nommé Achille Germain. » Considéré comme un outsider pour le championnat de France de demi-fond, il y prend la quatrième place, assez loin du vainqueur Paul Guignard. Au Grand Prix de Paris, il est deuxième du 50 kilomètres, largement devancé par Georges Sérès mais en contenant le retour de plusieurs coureurs de renom. Il conclut la saison avec une nouvelle place d'honneur, terminant deuxième du Grand Prix de clôture de Roubaix.

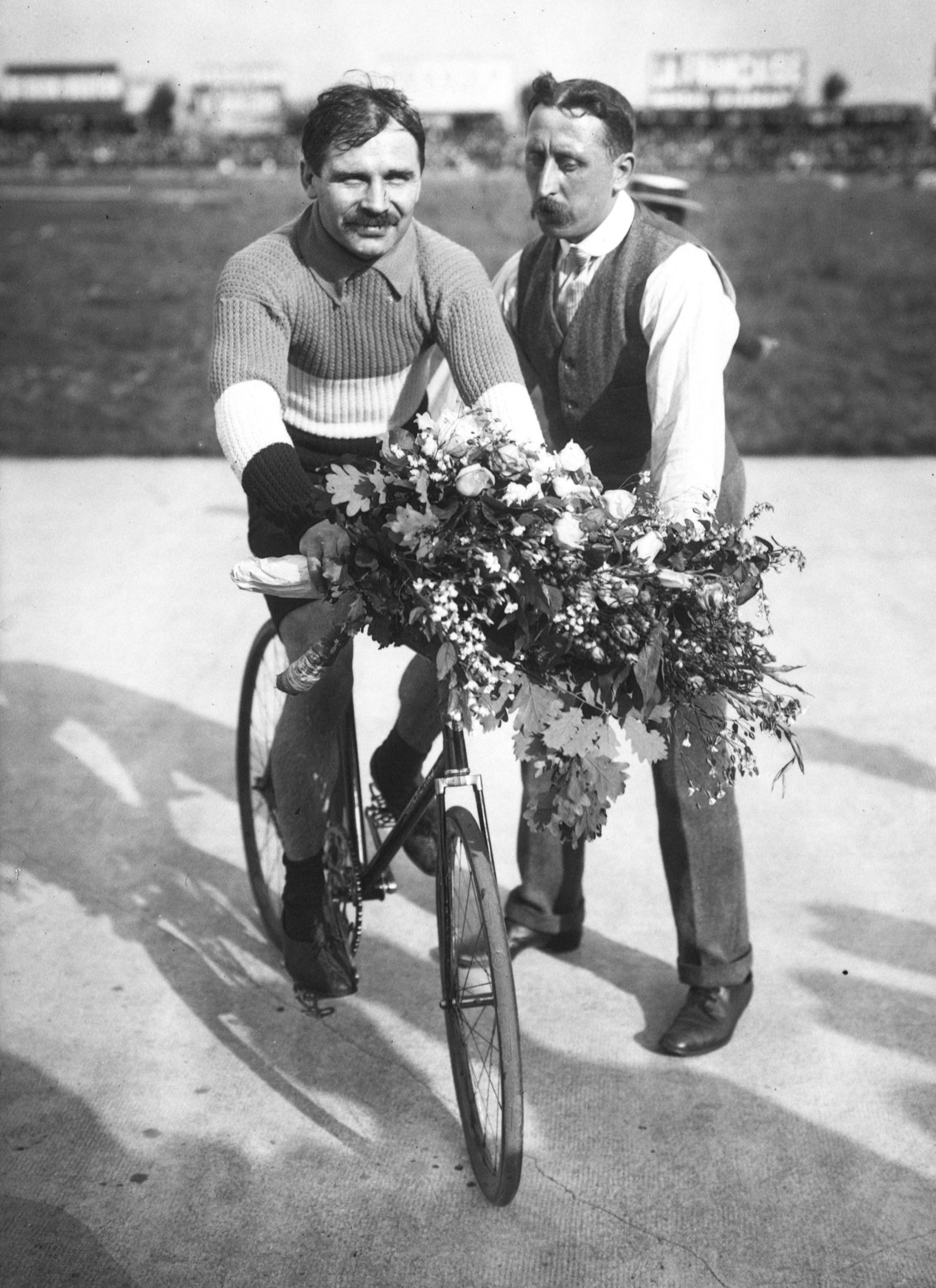
Paul Guignard, champion de France du demi-fond.

Comme l'année précédente, Achille Germain est associé à Édouard Léonard pour les Six Jours de Paris, dont le départ est donné le 12 janvier 1914. Après l'abandon de Léonard au deuxième jour de course, Germain fait équipe avec Charles Meurger, et pointe à deux tours des leaders. Le Fléchois maintient le duo à flot mais Meurger, plutôt spécialiste du sprint, concède plusieurs tours de retard et finit par abandonner après la 61e heure. Germain poursuit l'épreuve avec un troisième coéquipier, Alfred Beyl, mais c'est finalement lui qui se retire après 102 heures et en ayant remporté de nombreuses primes. Auteur de belles prestations lors des réunions parisiennes et d'un large succès au Grand Prix du Printemps de Limoges, il obtient le meilleur résultat de sa carrière au championnat de France de demi-fond, le 19 juillet, en terminant troisième de l'épreuve remportée une nouvelle fois par Paul Guignard.

#### Première Guerre mondiale et fin de carrière (1914-1919)
Quelques jours plus tard, la Première Guerre mondiale éclate et, comme ses concurrents, Achille Germain est mobilisé. Affecté comme caporal cycliste au 317e régiment d'infanterie, il y est chargé du transport du courrier à vélo. Pendant la guerre, il participe néanmoins à certaines courses au gré de ses permissions. Ainsi, il se produit au Vélodrome d'Hiver le 19 novembre 1916 pour une épreuve de 400 tours à l'américaine. Associé à Marius Chocque, il se classe dixième. En décembre 1917, sur la même piste, il gagne le Prix de la Capitale sur 30 kilomètres et l'année suivante, il est vainqueur du Prix d'Avril de demi-fond du Vel' d'Hiv'. Il bat ensuite un coureur belge dans un match de demi-fond organisé au vélodrome Beaulieu du Mans.
Démobilisé au début de l'année 1919, Achille Germain reprend la compétition de façon plus intensive. Troisième du Trophée de Paris sur une heure en mai, il remporte le 6 juillet le Grand Handicap de demi-fond au Parc des Princes. Alors qu'il semble en pleine possession de ses moyens, il doit cependant mettre un terme à sa carrière à cause d'une blessure à l'aine, contractée pendant la guerre et qui finit par se rouvrir,.

### Reconversion et fin de vie
Achille Germain se retire alors à La Flèche pour s'occuper de son atelier de réparation de cycles. Très impliqué dans la vie locale, il invite son ami Robert Spears, champion du monde de vitesse sur piste, à déposer une gerbe au cimetière à l'occasion de la commémoration de l'armistice le 11 novembre 1920. Soucieux de rendre hommage aux anciens combattants de la Grande Guerre, il inaugure en 1922 une plaque commémorative sur la maison natale de l'aviateur fléchois Charles Godefroy, rendu célèbre par son vol sous l'Arc de triomphe à Paris le 7 août 1919,. Deux ans plus tard, un banquet des Poilus est organisé à son initiative dans la salle de bal de l'Hôtel du Cheval Blanc. À cette occasion, il fait don d'un de ses vélos de course, offert au gagnant d'une tombola organisée au profit des Anciens Combattants. Achille Germain est élu vice-président du Comité des Fêtes de la ville en mars 1926.
Il n'abandonne pas pour autant le sport cycliste. En 1920, il officie comme entraîneur à moto du Tunisien Ali Neffati et, la même année, crée avec ses amis un nouveau club multisports, « La Flèche-Sportive ». Entre autres réalisations, ce club organise une course sur route, Paris-La Flèche, qui connaît trois éditions consécutives. Dans le même temps, Germain s'implique dans la construction d'un nouveau stade-vélodrome destiné à remplacer celui de Belleborde. Après plusieurs mois de négociation, les travaux débutent sur un terrain qui jouxte la route d'Angers : le stade est inauguré en novembre 1921 à l'occasion d'un match de football, tandis que la piste est édifiée au début de l'année 1922 grâce au concours financier de plusieurs grands champions tels que Robert Spears, Oscar Egg, Maurice Brocco, l'aviateur Georges Kirsch ou encore le boxeur Georges Carpentier. En 1925, Achille Germain installe face au nouveau stade le restaurant-dancing Printania, qui devient rapidement l'un des lieux de distraction les plus courus de la ville.
En avril 1931, il se présente aux élections municipales partielles de La Flèche en tant que candidat républicain indépendant. En obtenant 1 111 voix, soit le meilleur total, il figure parmi les cinq nouveaux élus. Il se porte également candidat aux élections législatives de 1932. Avec 4 108 voix, il arrive en troisième position, avec plus de 5 600 voix de retard sur le candidat radical sortant Jean Montigny, élu dès le premier tour.
Réélu au conseil municipal de La Flèche en 1935, toujours sous l'étiquette d'indépendant, il y siège jusqu'à son décès le 12 avril 1938, à l'âge de 54 ans. Il est inhumé au cimetière Saint-Thomas. Le 22 mai 1978, la ville de La Flèche lui rend hommage en donnant son nom à la rue d'un lotissement nouvellement construit.

## Palmarès

### Sur piste
Tout au long de sa carrière, Achille Germain a remporté de nombreux succès dans des courses de plus ou moins grandes importances organisées par les différents vélodromes. Seuls figurent ici ses résultats les plus notables.
- 1906
  - 2e des Six Jours de Toulouse (avec Jean Gauban)
- 1914
  - 3e du championnat de France de demi-fond

### Sur route
- 1908
  - 16e du Tour de France
- 1909
  - Championnat de la Sarthe
  - Circuit de la Loire
    - 1re étape
    - 2e du classement général